# Osmar Donizete Cândido
Osmar Donizete Cândido, ismert nevén Donizete "Pantera" (Prados, 1968. október 24. –) brazil labdarúgócsatár.

## Pályafutása

### A válogatottban
A brazil válogatottban 1995. november 8-án mutatkozott be az Argentína elleni 1-0-s barátságos mérkőzésen. Második válogatott mérkőzésén, 1996. augusztus 28-án, Oroszország ellen gólt is szerzett. A következő hónapokban rendszeresen lépett pályára barátságos mérkőzéseken Brazília színeiben.
1998-ban részt vett a CONCACAF Arany-kupán, ahol Brazília második lett, miután a döntőben kikapott Mexikótól. Ezen a tornán Donizete csak a Jamaica elleni mérkőzésen lépett pályára 1998. február 15-én, ami az utolsó mérkőzése volt a válogatottban.